# Edgard Pisani
Edgar Pisani (Tunisi, 9 ottobre 1918 – Parigi, 20 giugno 2016) è stato un funzionario e politico francese.
È stato ministro del governo francese e commissario europeo.

## Biografia
Nato a Tunisi in una famiglia di origine maltese, Pisani si trasferì in Francia all'età di 18 anni. Dopo l'inizio dell'occupazione militare tedesca della Francia durante la seconda guerra mondiale si unì alla resistenza, contribuendo alla liberazione di Parigi.
Nominato sotto-prefetto e capo di gabinetto di un prefetto di polizia nel 1944, nel 1946 Pisani venne nominato capo del gabinetto del ministro dell'interno, direttore del gabinetto di difesa nazionale e prefetto del dipartimento dell'Alta Loira. L'anno successivo Pisani venne nominato prefetto del dipartimento dell'Alta Marna.

## Carriera politica
Nel 1954 Pisani venne eletto senatore in rappresentanza dell'Alta Marna, si iscrisse al gruppo delle sinistre repubblicane e della sinistra democratica che assunse il nome di Sinistra democratica nel 1956. Nel 1961, quando Pisani venne nominato ministro dell'agricoltura. Egli svolse tale ruolo fino al 1966 e contribuì all'elaborazione della politica agricola comune della Comunità Economica Europea. Dal 1966 fu ministro delle infrastrutture e nel 1967 ottenne anche la delega alla politica abitativa.
Nel 1967 Pisani si dimise dal governo per dissensi politici. Fu tra i fondatori del Movimento per la riforma, un partito gollista di sinistra. Nel 1967 venne eletto all'Assemblea nazionale come rappresentante del Maine e Loira e nel 1974 venne eletto al Senato come rappresentante dell'Alta Marna.
Tra il 1964 e il 1965 Pisani fu consigliere generale del cantone di Montreuil-Bellay nel dipartimento Maine e Loira. Tra il 1965 e il 1975 fu sindaco di Montreuil-Bellay.
Nel 1981 Pisani venne indicato come membro della Commissione europea, si occupò di cooperazione allo sviluppo fino al 1985.
Nel 1985 Pisani è stato alto commissario della Francia in Nuova Caledonia, un territorio controllato dalla Francia e interessato all'epoca da violenti scontri. Assieme a Laurent Fabius Pisani elaborò un accordo che prevedeva lo svolgimento di un referendum di autodeterminazione.

## Altre attività pubbliche
Pisani è stato incaricato di missione presso la presidenza della Repubblica francese tra il 1986 e il 1992. Nel 1992 è divenuto membro del Consiglio economico e sociale della Francia.
Dal 1988 al 1995 Pisani presiedette l'Istituto del Mondo Arabo di Parigi.